# Кролевцы
Кролевцы́ — село в Артёмовском городском округе Приморского края, ближайший город Артём. Население — 1047 чел. (2021).

## История
Крестьяне были основателями села — переселенцы с западных областей России (нынешняя Украина). В 1896 г. были основаны сразу два села — Кролевец и Кневичи. В Кролевце поселились тринадцать семей из Кролевецкого, и пять семей из Новозыбковского уездов Черниговской губернии. С июля 1897 года по июль 1898 года изъявили желание поселиться 20 отставных солдат (такой приток солдат в село Кролевец объясняется в эти годы силами воинских частей была построена стратегически важная дорога от станции Кипарисово до Кролевца, продолженная затем в долину реки Майхэ).
До революции входил в Кневичанскую волость Никольско-Уссурийского уезда Приморской области.

## Население
Население на 1915: мужчин 479, женщин 401, всего 879 жителей.
| 1900 | 1912 | 1915 | 1926  | 2002 | 2010  | 2021  |
| ---- | ---- | ---- | ----- | ---- | ----- | ----- |
| 440  | ↗640 | ↗970 | ↗1104 | ↘916 | ↗1008 | ↗1047 |

## Здравоохранение
26 августа 2013 года открыт новый фельдшерско-акушерский пункт (ФАП) в селе Кролевцы спустя практически два года после закрытия старого. Сельская амбулатория представляет просторный модульный дом площадью более 100 м².

## Предприятия
- ООО Дианал

## Улицы и переулки
- ул. Адмирала Фокина
- ул. Алтайская
- ул. Грибная
- ул. Еремича
- ул. Краснознаменная
- ул. Крупской
- ул. Мухина
- ул. Новороссийская
- Сельский Рабочий переулок
- Советская площадь
- ул. Талалихина
- ул. Тверская
- ул. Украинская
- ул. Урожайная

## Транспорт
Село связано с городом Артём маршрутами № 14 «Центр — Заводской - Суражевка» и №18 «Центр - Ясное - Заводской».